# SG Dynamo Dresden
Sportgemeinschaft Dynamo Dresden e.V. er en tysk fodboldklub fra Dresden, som spiller i den trejdebedste række i Tyskland, 3. Liga. Klubben blev grundlagt den 12. april 1953, og var tilknyttet politiet i DDR. Klubben var en af de mest succesfulde klubber i Østtyskland, og vandt 8 østtyske mesterskaber. Efter genforeningen spillede Dynamo Dresden i Bundesligaen mellem 1991 og 1995, men har siden rykket mellem den anden- og fjerdebedste række i landet.

## Historie

### Grundlæggelse
Dresden var hjemby for Dresdner SC, som var en af de mest succesfulde klubber i Tyskland under nazismen, og vandt tyske mesterskaber i 1943 og 1944. Klubben blev efter anden verdenskrig opløst under afnazificeringen, men blev genetableret i 1946 som SG Friedrichstadt. SG Friedrichstadt var dog ikke popular blandt den nye etablerede østtyske kommunistiske regering, og efter at de i 1949-50 sæsonen skulle møde ZSG Horst Zwickau i en kamp, som ville bestemme mesterskabet, blev der under kampen lavet absurde dommerbeslutninger imod Friedrichstadt, som resulterede i, at Zwickau vandt 5-1. Utilfredse med uretfærdigheden, stormede mange sure fans fra Dresden banen. Som resultat af urolighederne, opløste de østtyske myndigheder SG Friedrichstadt.
En ny, politisk acceptabel, klub skulle hermed overtage Friedrichstadts plads i DDR-Oberliga, og denne plads blev givet til SV Deutsche Volkzpolizei Dresden, en fodboldklub for politiet i Dresden som var grundlagt i 1948. Klubben fandt hurtigt succes, da de bedste spillere fra ligende politifodboldklubber blev hentet til Dresden for at bygge den nye klub op. De vandt deres første titel i 1951-52 sæsonen, da de vandt FDBG-pokalen.
I 1953 blev Sportvereinigung Dynamo, den østtyske sikkerhedstjenestes sportsforening skabt, og klubber med forbindelse til sikkerhedstjenesten, herunder politiklubben SV Deutsche Volkzpolizei Dresden, lagt under dens myndighed. Klubben blev som resultat af dette genskabt med navnet Sportgemeinschaft Dynamo Dresden den 12. april 1953. Klubben vandt få måneder senere deres første mesterskab.
Klubbens succes ville dog blive dens undergang. Østtyske myndigheder var utilfredse med manglen på en god fodboldklub i Østberlin, og var utilfredse med, at østberlinske fodboldfans blev trukket til vestberlinske fodboldklubber som Hertha BSC, Blau-Weiß 1890 Berlin og Tennis Borussia Berlin. Som resultat besluttede myndighederne, at rykke Dynamo Dresdens spillere til den nyoprettede fodboldafdeling af SC Dynamo Berlin, den klub som senere vil blive kendt som BFC Dynamo, i 1954.

### Genopståen
Dynamo Dresden måtte herfra i 1954 starte i den næstbedste række, med et hold bestående af ungdomsspillere og de få som havde nægtet at flytte til Berlin. Klubben styrtede ned i gennem rækkerne, og i 1957 rykkede de ned i den fjerdebedste række, som vil blive et lavpunkt for fodbold i Dresden. Dette ville dog også blive vendepunktet, og Dresden rykkede op igennem rækkerene indtil de i 1962 vendte tilbage til den bedste række, DDR-Oberliga. Dynamo Dresden var i resten af 1960'erne et elevatorhold, som havde flere op- og nedrykninger mellem de to bedste rækker. Efter oprykning i 1969 ville klubben dog endelig etablere sig i den bedste række, og spillede herfra i Oberligaen i resten af dens eksistens.

### Guldalderen
Træner Walter Fritzsch havde overtaget klubben i 1969, og han ledte dem til klubbens guldalder i 1970'erne, hvor at de var det mest succesfulde hold i Østtyskland. I 1970-71 sæsonen vandt de deres første mesterskab siden overflytningen af deres spiller i 1954. De ville i løbet af årtiet vinde mesterskabet fem gange, inklusiv tre sæsoner i streg mellem 1976 og 1978. Herunder vandt de også pokaltuneringen to gange i perioden. De havde i perioden også international succes, da de af fire forskellige omgange kom til kvartfinalen i Den Europæiske Mesterholdsturnering.

### Berlin dominans og DDRs sidste år
Historien går, at imens at Dynamo Dresden spillerene fejrede deres mesterskab i 1977-78 sæsonen, kom Stasi-formanden Erich Mielke ind i omklædningsrum og fortalte spilleren, at herfra ville BFC Dynamo være det dominante hold i DDR. Mielke og Stasi havde været meget involveret i sport i Østtyskland, og det var klart, at BFC Dynamo var de østtyske myndigheders fortrukne klub. BFC Dynamo blev givet adgang til de bedste træningsfaciliteter og muligheder for førsteret til de bedste talenter i hele Østtyskland, til forskel for andre klubber, som normalt kun havde førsteret til lokaltalenter. Mielkes forudsigelse om, at BFC Dynamo herfra vil blive det dominante hold viste sig korrekt, da klubben vandt det østtyske mesterskab 10 sæsoner i streg mellem 1979 og 1988. Dette skal ikke forstås som, at Dynamo Dresden ikke nød fordele ved at associeret især med politimyndighederne, det gjorde de, men dog ikke til samme niveau som BFC Dynamo gjorde det.
Som resultat af de usikre politiske situation under Glasnost, blev Stasi mindre involveret i fodbold omkring 1988, som gav Dynamo Dresden en chance til at overtage dominansen i ligaen. Dette resulterede i, at Dynamo Dresden vandt mesterskabet i 1989 og 1990.

### Genforeningen og Bundesliga år
Berlinmuren faldt i november 1989, og Tysklands genforening skete i oktober 1990. I juni 1990 blev klubben omdøbt til 1. FC Dynamo Dresden i et forsøg på at distancere sig selv fra DDR. Integrationen af østtysk fodbold blev bestemt gennem oprettelsen af NOFV-Oberliga, og baseret på resultaterne i sæsonen 1990-91. Dynamo Dresden sluttede heri på andenpladsen bag ved Hansa Rostock, og de to klubber fik som resultat adgang til den bedste række, Bundesligaen. De østtyske klubber havde svært ved at blive integretet i vesttysk fodbold, som resultat af den hårdere konkurrence, og at mange af de bedste østtyske spillere blev opkøbt af de mere velhavende vesttyske klubber.
Dynamo Dresdens tid i Bundesligaen blev en af konstant overlevelseskamp, og klubben sluttede aldrig højere end på 13. pladsen i tabellen. Overlevelseskampen klarede sig hele vejen til 1994-95 sæsonen, hvor de sluttede på sidstepladsen. Dette var dog kun toppen af problemerne, da klubben havde akkumuleret en gæld på mere end 10 millioner d-mark, og som resultat blev tvangsnedrykket til den tredjebedste række.

### Nedture og opture
Nedrykningen til regionalligaen ville starte klubbens nok værste periode. Der blev i 1999-2000 sæsonen lavet en stor omstrukturering af det tyske ligasystem, som betød, at Dresden i sæsonen skulle slutte på syvendepladsen eller bedre for at sikre sin plads i rækken. De sluttede på ottendepladsen, og rykkede dermed ned i den fjerdebedste række.
Dynamo ville endeligt få lidt medgang efter tiltrædelsen af træner Christoph Franke i 2001. Klubben sikrede sig mesterskabet i 2001-02 sæsonen, og rykkede tilbage op i den tredjebedste række. Efter en respektabel syvendeplads i deres første sæson tilbage, sikrede klubben sig sin anden oprykning på tre år i 2003-04 sæsonen, og var hermed i den næstbedste række.Det lykkedes at overleve i debutsæsonen i 2. Bundesligaen, men i 2005-06 måtte Dresden sig sig nedrykke til den tredjebedste række igen.
Klubben besluttede i 2007, at ændre navn tilbage til SG Dynamo Dresden.
Klubben vandt i 2011 oprykning til 2. Bundesligaen, og har siden fungeret som elevatorhold mellem den anden- og trejdebedste række med flere op- og nedrykninger mellem de to divisioner.

## Titler
Østtysk mester
- Vinder (8): 1953, 1971, 1973, 1976, 1977, 1978, 1989, 1990
- Sølv (8): 1952 (som SG Volkspolizei Dresden), 1979, 1980, 1982, 1984, 1985, 1987, 1991

Østtysk pokalvinder
- Vinder (7): 1952 (som SG Volkspolizei Dresden), 1971, 1977, 1982, 1984, 1985, 1990
- Sølv (4): 1972, 1974, 1975, 1978

3. Liga
- Vinder (2): 2015-16, 2020-21

## Nuværende spillertrup
Oversigten er opdateret til og med 16. januar 2023.| Nr. | Land       | Position | Spiller                                |
| --- | ---------- | -------- | -------------------------------------- |
| 1   | Tyskland   | MM       | Sven Müller                            |
| 2   | Sydkorea   | FO       | Park Kyu-hyun (Lånt fra Werder Bremen) |
| 3   | Tyskland   | MI       | Akaki Gogia                            |
| 4   | Tyskland   | FO       | Tim Knipping (Anfører)                 |
| 6   | Tyskland   | MI       | Ahmet Arslan (Lånt fra Holstein Kiel)  |
| 7   | Grækenland | AN       | Panagiotis Vlachodimos                 |
| 8   | Tyskland   | FO       | Jonathan Meier                         |
| 9   | Tyskland   | AN       | Dennis Borkowski (Lånt fra RB Leipzig) |
| 10  | Tyskland   | MI       | Patrick Weihrauch                      |
| 11  | Tyskland   | MI       | Jan Shcherbakovski                     |
| 14  | Tyskland   | FO       | Paul Lehmann                           |
| 15  | Sri Lanka  | FO       | Claudio Kammerknecht                   |
| 16  | Tyskland   | FO       | Robin Becker                           |
| 17  | Ukraine    | FO       | Kyrylo Melichenko                      |
| 18  | Sydkorea   | MI       | Seo Jong-min                           |
| 19  | Tyskland   | MI       | Luca Herrmann                          |

| Nr. | Land     | Position | Spiller                               |
| --- | -------- | -------- | ------------------------------------- |
| 20  | Tyskland | MI       | Julius Kade                           |
| 21  | Tyskland | AN       | Jakob Lemmer                          |
| 22  | Ghana    | FO       | Michael Akoto                         |
| 23  | Tyskland | MM       | Stefan Drljača                        |
| 25  | Tyskland | MI       | Jonas Oehmichen                       |
| 27  | Tyskland | MI       | Niklas Hauptmann                      |
| 28  | Tyskland | MI       | Paul Will                             |
| 30  | Tyskland | AN       | Stefan Kutschke                       |
| 31  | Tyskland | FO       | Jakob Lewald                          |
| 32  | Tyskland | AN       | Christian Conteh (Lånt fra Feyenoord) |
| 33  | Tyskland | AN       | Manuel Schäffler                      |
| 35  | Tyskland | MM       | Niklas Heeger                         |
| 36  | Tyskland | MI       | Max Kulke                             |
| 38  | Tyskland | AN       | Julius Hoffmann                       |
| 39  | Tyskland | FO       | Kevin Ehlers                          |